# Hans Weiss
Hans Weiss (německy: Hans Weiß; 28. srpna 1911 – 23. října 1978) byl německý důstojník Waffen-SS a tankové eso za druhé světové války v hodnosti SS-Obersturmbannführer (podplukovník). Mimo jiné byl i držitelem mnoha vojenských vyznamenání, včetně Rytířského kříže nebo německého kříže ve zlatě.
Narodil se 28. srpna roku 1911 v bavorském městě Vöhringen. V roce 1936 vstoupil do SS a účastnil se anšlusu Rakouska i okupace Sudet. V roce 1939 velel SS Nachrichtenabteilung ze SS-Verfügungstruppe. S rozvojem Waffen-SS byl převelen v roce 1941 do 2. tankové divize SS „Das Reich“, kde sloužil nejprve jako velitel 4. roty u 2. tankového průzkumného praporu SS (SS-Panzer Aufklärung Abteilung 2).
Na počátku následujícího roku sloužil krátce jako velitel 2. motostřeleckého praporu SS (SS-Kradschützenbataillon 2), kde nahradil SS-Hauptsturmführera Christiana Tychsena, než byl převelen zpět ke 2. tankovému průzkumnému praporu SS (SS-Panzer-Aufklärungsabteilung 2), kde převzal dočasně velení. S jednotkou tankového průzkumu získal také svůj Rytířský kříž.
V dubnu roku 1943 byl povýšen do hodnosti SS-Sturmbannführer (major) a byl jmenován velitelem 1. praporu 2. tankového pluku své divize (SS-Panzer Regiment 2), kde nahradil SS-Sturmbannführera Herberta Kuhlmanna.
Dne 20. března roku 1944 byl převelen do Francie ke 102. těžkému tankovému praporu SS, kde ve vedení vystřídal SS-Sturmbannführera Antona Laackmanna. S praporem se zúčastnil tažení v Normandii. Ke konci srpna téhož roku byl těžce raněn v obklíčené Falaiské kapse a nakonec byl zajat americkými jednotkami. Zbytek jeho jednotky, který se vyhnul obklíčení, byl odvelen zpět do Německa k doplnění stavů. Ve velení praporu jej nahradil SS-Sturmbannführer Kurt Hartrampf.
Válku přežil a zemřel na následky zranění, která utrpěl při autonehodě 23. října roku 1978 ve městě Ulrichsberg v Rakousku.

## Shrnutí vojenské kariéry

### Povýšení
- SS-Untersturmführer – 9. listopadu 1936
- SS-Obersturmführer – 20. dubna 1938
- SS-Hauptsturmführer – 1. července 1940
- SS-Sturmbannführer – 20. dubna 1943
- SS-Obersturmbannführer – 21. června 1944

### Vyznamenání
- Rytířský kříž – 6. dubna 1943
- Německý kříž ve zlatě – 23. dubna 1944
- Železný kříž II. třídy – září 1939
- Železný kříž I. třídy – 12. srpna 1940
- Odznak za zranění ve stříbře – 1. dubna 1942
- Útočný odznak pěchoty ve stříbře – 2. dubna 1942
- Medaile za východní frontu – 15. srpna 1942
- Sudetská pamětní medaile
- Medaile za Anschluss
- Služební vyznamenání SS
- Sportovní odznak SA v bronzu
- Říšský sportovní odznak v bronzu
- Umrlčí prsten SS
- Čestná dýka Reichsführera-SS